# Дјез
Дјез (фр. Dieuze) насеље је и општина у североисточној Француској у региону Лорена, у департману Мозел која припада префектури Шато Сален. У граду је рођен чувени француски математичар Шарл Ермит.
По подацима из 2011. године у општини је живело 3614 становника, а густина насељености је износила 386,52 становника/km². Општина се простире на површини од 9,35 km². Налази се на средњој надморској висини од 219 метара (максималној 245 m, а минималној 205 m).

## Демографија
| 1962. | 1968. | 1975. | 1982. | 1990. | 1999. | 2011. |
| ----- | ----- | ----- | ----- | ----- | ----- | ----- |
| 3.563 | 4.075 | 4.141 | 3.893 | 3.566 | 3.612 | 3.614 |

График промене броја становника у току последњих година